# Rémy Descamps
Pour les articles homonymes, voir Descamps.
Rémy Descamps, né le 25 juin 1996 à Marcq-en-Barœul, est un footballeur français qui évolue au poste de gardien de but à l’Olympique lyonnais.

## Biographie

### En club

#### Formation
Rémy Descamps commence le football à l'âge de six ans à Verlinghem, avant d'intégrer très rapidement le centre de formation du LOSC, où il côtoie notamment Benjamin Pavard. En 2009, il participe au concours d'entrée au Pôle Espoirs de Liévin, en compagnie d'Angelo Fulgini et Benjamin Pavard, mais ne sera pas admis. En 2010, il quitte le club lillois et le Nord de la France avec son père pour intégrer l'Académie des Gardiens de But situé à Bagnères-de-Luchon, dans la Haute-Garonne. En parallèle, il prend sa licence au Tarbes Pyrénées Football, afin de pouvoir disputer des matchs officiels le week-end en club.
Après une saison concluante à l'Académie, il fait le choix d'intégrer le centre de formation du Clermont Foot 63, où il disputera le championnat U17 National. Durant ses deux saisons à Clermont, il est repéré par le Paris Saint-Germain, où il poursuivra ensuite sa formation avec les U19 Nationaux.
Avec les U19 du Paris Saint-Germain, il participera à l'UEFA Youth League où il sera même finaliste face à Chelsea en 2016. Durant ses trois saisons avec les U19, il côtoiera des joueurs comme Mike Maignan, Presnel Kimpembe, Kingsley Coman, Jean-Kévin Augustin, Christopher Nkunku, Jonathan Ikoné, Odsonne Édouard, Dan-Axel Zagadou, Stanley Nsoki, Lorenzo Callegari ou encore Alec Georgen.

#### Tours FC (2018)
Le 3 janvier 2018, il est officiellement prêté au Tours FC jusqu'à la fin de la saison. Descamps joue son premier match officiel le 6 janvier 2018 en 32e de finale de Coupe de France, face à Chartres (victoire 1-2). Lors de son prêt, il joue 21 matchs au total avec le club tourangeau, mais ne peut empêcher la relégation de son club en National[réf. souhaitée].

#### Clermont Foot (2018-2019)
Le 21 août 2018, il est prêté une saison au Clermont Foot 63 en Ligue 2, club où il avait déjà évolué en U17 National de 2011 à 2013, avant de rejoindre le centre de formation du Paris Saint-Germain.

#### Charleroi SC (2019-2021)
Le 10 août 2019, il signe un contrat de trois ans au Sporting de Charleroi, en Belgique, où il aura pour concurrence l'expérimenté Nicolas Penneteau.
Il joue son tout premier match pour les "Zèbres" le 2 décembre 2020 contre Waasland-Beveren (défaite 0-2).
Il enchaîne 4 matches consécutifs mais si le club carolo prend 7 points sur 12, Rémy Descamps ne convainc pas et retrouve le banc durant les 5 matches suivants.
Il retrouve sa place de titulaire  le 27 janvier 2021 contre Oud-Heverlee Louvain (match nul 1-1) et ne la quitte plus jusqu' à la fin de saison.

#### FC Nantes (2021-2024)
Le 23 juin 2021, le club nantais officialise l'arrivée de Descamps pour trois saisons.
Lors de sa première saison, il dispute son premier match officiel avec le FC Nantes, en 32e de finale de Coupe de France, face au FC Sochaux-Montbéliard, il arrête le dernier tir au but et qualifie son équipe (0-0 TaB 5-4). Il arrête un nouveau tir au but en demi-finale face à Monaco et qualifie Nantes en finale. Il n'est pas titulaire lors de la victoire de Nantes contre Nice mais remporte la compétition.
Le 30 octobre 2022, pour sa seconde saison au club, il joue son premier match de Ligue 1 contre le Clermont Foot (1-1) pour suppléer Alban Lafont, suspendu et habituel titulaire. Lors de cette saison, il est le gardien titulaire en coupe de France et emmène de nouveau le club en finale mais comme en 2022, il reste sur le banc.
Lors de la saison 2023-2024, il joue 5 matchs de Ligue 1 consécutifs à la suite de la blessure d'Alban Lafont mais ne joue aucun des deux matchs de Coupe de France.
Libre de tout contrat depuis le 1er juillet 2024, le portier ne prolongera pas avec le FCN qui a confirmé son départ. Étant principalement utilisé en coupe de France, il est titulaire sur 10 matchs de coupe de France pour aucune défaite et emmène son équipe en finale deux saisons consécutives. Il n'est cependant entré en jeu dans aucune de ces deux finales, ce qu'il admet avoir mal vécu dans plusieurs interviews.

#### Olympique lyonnais (2024-)
Le 23 août 2024, l’OL officialise la signature de Rémy Descamps jusqu’en 2027 .
Le 7 novembre 2024, il réalise ses premiers pas en Coupe d’Europe, lors du match nul 2-2 face à Hoffenheim.

### En sélection
Le 14 décembre 2012, Rémy Descamps est sélectionné par Patrick Gonfalone avec l'équipe de France des moins 17 ans en vue d'un rassemblement à Clairefontaine.
Le 14 mars 2019, il est convoqué pour la première fois par le sélectionneur de l'équipe de France espoirs, Sylvain Ripoll, pour affronter l'Allemagne et le Danemark. Il n'est pas retenu pour participer au Championnat d'Europe espoirs 2019 en Italie mais fait cependant partie de la liste des réservistes.

## Statistiques
| Saison                | Club                     | Championnat           | Championnat | Championnat | Coupe nationale | Coupe nationale | Coupe de la Ligue | Coupe de la Ligue | Compétition(s) continentale(s) | Compétition(s) continentale(s) | Compétition(s) continentale(s) | Total | Total |
| Saison                | Club                     | Division              | M.          | B.          | M.              | B.              | M.                | B.                | Comp.                          | M.                             | B.                             | M.    | B.    |
| 2015-2016             | Paris Saint-Germain rés. | CFA                   | 20          | 0           | -               | -               | -                 | -                 | -                              | -                              | -                              | 20    | 0     |
| 2016-2017             | Paris Saint-Germain rés. | CFA                   | 25          | 0           | -               | -               | -                 | -                 | -                              | -                              | -                              | 25    | 0     |
| 2017-2018             | Paris Saint-Germain rés. | National 2            | 14          | 0           | -               | -               | -                 | -                 | -                              | -                              | -                              | 14    | 0     |
| Sous-total            | Sous-total               | Sous-total            | 59          | 0           | -               | -               | -                 | -                 | -                              | -                              | -                              | 59    | 0     |
| 2017-2018             | Tours FC (prêt)          | Ligue 2               | 19          | 0           | 2               | 0               | -                 | -                 | -                              | -                              | -                              | 21    | 0     |
| 2018-2019             | Clermont Foot (prêt)     | Ligue 2               | 28          | 0           | -               | -               | -                 | -                 | -                              | -                              | -                              | 28    | 0     |
| 2019-2020             | Sporting Charleroi       | Jupiler Pro League    | 0           | 0           | -               | -               | -                 | -                 | -                              | -                              | -                              | 0     | 0     |
| 2020-2021             | Sporting Charleroi       | Jupiler Pro League    | 14          | 0           | 2               | 0               | -                 | -                 | -                              | -                              | -                              | 16    | 0     |
| Sous-total            | Sous-total               | Sous-total            | 14          | 0           | 2               | 0               | -                 | -                 | -                              | -                              | -                              | 16    | 0     |
| 2021-2022             | FC Nantes                | Ligue 1               | 0           | 0           | 5               | 0               | -                 | -                 | -                              | -                              | -                              | 5     | 0     |
| 2022-2023             | FC Nantes                | Ligue 1               | 1           | 0           | 5               | 0               | -                 | -                 | C3                             | -                              | -                              | 6     | 0     |
| 2023-2024             | FC Nantes                | Ligue 1               | 6           | 0           | -               | -               | -                 | -                 | -                              | -                              | -                              | 6     | 0     |
| Sous-total            | Sous-total               | Sous-total            | 7           | 0           | 10              | 0               | -                 | -                 | -                              | -                              | -                              | 17    | 0     |
| 2024-2025             | Olympique lyonnais       | Ligue 1               | 1           | 0           | 1               | 0               | -                 | -                 | C3                             | 1                              | 0                              | 3     | 0     |
| 2025-2026             | Olympique lyonnais       | Ligue 1               | 1           | 0           | -               | -               | -                 | -                 | -                              | -                              | -                              | 1     | 0     |
| Sous-total            | Sous-total               | Sous-total            | 2           | 0           | 1               | 0               | -                 | -                 | -                              | 1                              | 0                              | 4     | 0     |
| Total sur la carrière | Total sur la carrière    | Total sur la carrière | 129         | 0           | 15              | 0               | -                 | -                 | -                              | 1                              | 0                              | 145   | 0     |

## Palmarès
Après avoir été sacré champion de France des moins de 19 ans avec son club formateur du Paris Saint-Germain en 2016 et avoir été finaliste de la Youth League la même année, Rémy Descamps est prêté à plusieurs reprises avant de quitter le club.
Après un passage en Belgique, il revient en France au FC Nantes en tant que doublure. Sur le banc lors de la victoire en Coupe de France en 2024, il n'est pas considéré vainqueur de la compétition. Il est également sur le banc lors de la défaite l'année précédant et au Trophée des champions 2022.
| Paris Saint-Germain                                                                            | FC Nantes                                   |
| ---------------------------------------------------------------------------------------------- | ------------------------------------------- |
| - Championnat de France des -19 ans - Champion en 2016 - UEFA Youth League - Finaliste en 2016 | - Trophée des champions - Finaliste en 2022 |

## Distinctions
- Paris Saint-Germain
  - Membre de l'équipe type de l'UEFA Youth League en 2016